# Almogàvers (joc de rol)
Almogàvers és un joc de rol del 1995 que fou el primer publicat en català. En aquest joc, els jugadors han d'assumir el rol de personatges durant l'odissea dels almogàvers a Grècia entre els segles XII i XIV.
Amb un sistema de joc propi, la seva mecànica es basa en atributs, estats i nivells d'experiència del personatge, i es juga amb daus, fonamentalment de deu cares, i estava dirigit a fer assequibles els jocs de rol als adolescents i focalitzat en el combat. Més endavant, Enric Grau va reutilitzar el mateix sistema de joc per a Tirant lo Blanc el 1996.
En la dècada de 1990 l'editorial barcelonina Joc Internacional va apostava per editar en català, una llengua amb presència anecdòtica en l'edició en aquest camp, alguns dels seus productes, traduint el joc de rol Aquelarre, el primer joc de rol en llengua castellana i El Senyor dels Anells, el joc de rol de la Terra Mitjana el 1992.
Almogàvers va néixer com un projecte de Francesc Matas, fundador i propietari de Joc Internacional, amb el propòsit de publicar un joc de rol que complís tres requisits: que fos escrit en català. Enric Grau amb la col·laboració de l'historiador Ricard Ibáñez i d'altres, va acceptar el projecte i després de diverses proves va acabar-lo el 1994, per a ser publicat el gener de 1995, amb les il·lustracions i la portada realitzades per l'autor de còmic Albert Monteys. Grau i Ibáñez van publicar diversos mòduls en castellà a la revista Líder per a ser jugats a Akelarre i Almogàvers.